# Inibidor da fosfodiesterase

Inibidor PDE4

Inibidores da fosfodiesterase são um grupo diversificado de medicamentos que atuam bloqueando um ou mais subtipos da enzima fosfodiesterase (PDE). São usados como anti-inflamatórios, vasodilatadores, estimulantes e inotrópicos na insuficiência cardíaca e doenças pulmonares. O bloqueio da PDE previne a degradação dos segundos mensageiros intracelulares (AMPc e GMPc), fazendo com que suas concentrações se mantenham maiores na célula, o que resulta em efeitos diferentes, dependendo do tecido afetado. 

## Inibidores da PDE não-seletivos
As xantinas metiladas e derivados são estimulantes moderados, broncodilatores e anti-inflamatórios úteis no tratamento da asma avançada e da sonolência diurna:
- Cafeína
- Aminofilina
- Paraxantina
- Pentoxifilina
- Teobromina
- Teofilina

## Inibidor seletivo da PDE1
A vimpocetina possui propriedades como neuroprotetor e anti-inflamatórias e é usada em transtornos cerebrovasculares relacionados a idade, especialmente AVC.

## Inibidor seletivo da PDE2
Até agora, os inibidores de PDE2, como a EHNA (Eritro-9-(2-Hidroxi-3-Nonil)Adenina), foram utilizados principalmente como ferramentas de investigação, mas possuem potencial como medicamentos para melhorar a memória, diminuir a permeabilidade endotelial em condições inflamatórias e para prevenir/melhorar a insuficiência cardíaca e a hipertrofia cardíaca.

## Inibidor seletivo da PDE3
Aumentam a contratilidade cardíaca (inotropismo), a frequência cardíaca (cronotropismo) e a velocidade de condução (dromotropismo). Também produzem vasodilatação, aumento da irrigação dos órgãos, diminuição da resistência vascular sistêmica e diminuição da pressão arterial. Portanto são usados no tratamento da insuficiência cardíaca e da hipertensão pulmonar.
O efeito colateral mais comum e grave dos inibidores da PDE3 é a arritmia ventricular em cerca de 12% dos pacientes, algumas das quais podem ser fatais. Dores de cabeça e hipotensão ocorrem em cerca de 3% dos pacientes.
Os inibidores de PDE3 incluem:
- Milrinona
- Inamrinona (amrinona)
- Cilostazol

## Inibidor seletivo da PDE4
Os inibidores selectivos da fosfodiesterase-4 produzem em um amplo espectro de efeitos anti-inflamatórios em quase todas as células inflamatórias. São utilizados para reduzir o risco de exacerbações da doença pulmonar obstrutiva crônica (DPOC), asma e rinite. Não são broncodilatadores e, portanto, não estão indicados para o alívio do broncoespasmo agudo. Os inibidores da PDE4 podem ter efeitos antidepressivos e antipsicóticos.
Incluem as seguintes drogas:
- Apremilast
- Cilomilast
- Crisaborole
- Ibudilast
- Luteolin
- Mesembrenone
- Piclamilast
- Roflumilast
- Rolipram

## Inibidor seletivo da PDE5

O Sildenafil (Viagra) foi desenvolvido para tratar insuficiência cardíaca, mas se tornou muito mais popular no tratamento da disfunção erétil.

Os inibidores seletivos da fosfodiesterase 5 são vasodilatadores utilizados principalmente na disfunção eréctil e na hipertensão pulmonar. Não devem ser usados por hipotensos (PA menor a 100/60) nem combinados com nitratos.
Todos inibidor da PDE5 terminam com "-afil":
- Sildenafil (Viagra),
- Tadalafil (Cialis),
- Vardenafil (Levitra),
- Lodenafil,
- Udenafil,
- Avanafil.

## Inibidor seletivo da PDE6
A maioria dos inibidores da PDE5 também atuam na PDE6, presente na retina, causando alterações visuais como efeito colateral.

## Inibidores seletivos PDE7
A quinazolina é um potente inibidor da PDE7 que atua como anti-inflamatório e neuroprotector.